# Пабло Абіан
Пабло Абіан Вісен (ісп. Pablo Abián Vicen; народився 12 червня 1985 у м. Калатаюді, Іспанія) — іспанський бадмінтоніст.
Учасник Олімпійських ігор 2008 в одиночному розряді. У першому раунді поступився Кестутісу Навіцкасу з Литви 1:2. Учасник чемпіонатів світу 2001, 2006, 2007, чемпіонатів Європи 2006, 2008.
Чемпіон Іспанії в одиночному розряді (2007, 2008, 2009), в змішаному парному розряді (2004).
Переможець Brazil International в одиночному розряді (2005). Переможець Giraldilla International в одиночному розряді (2006, 2007). Переможець Polish Open в одиночному розряді (2010).